# Dinámica uterina
La dinámica uterina es un término que se refiere a la actividad uterina normal durante los diferentes periodos del parto. Ésta se 
mide por diferentes parámetros que son:
- Frecuencia: el número de contracciones que aparecen en un periodo de 10 minutos. Lo normal es de 3-5 cada 10 minutos durante el trabajo de parto
- Tono basal: es la presión intrauterina existente en un útero en reposo, entre dos contracciones y oscila entre 8 y 12 mmHg.
- Intensidad: se mide en mmHg y compara la diferencia de presión desde el tono basal del útero hasta el punto más alto de la contracción uterina.[2] Lo aceptado es de 30 a 50 mmHg.
- Duración: es el tiempo transcurrido desde que se inicia la contracción hasta que recupera el tono basal existente antes de su inicio. Lo normal es entre 30 y 90 segundos.